# Epeolus minimus
Epeolus minimus là một loài Hymenoptera trong họ Apidae. Loài này được Robertson mô tả khoa học năm 1902.

## Hình ảnh

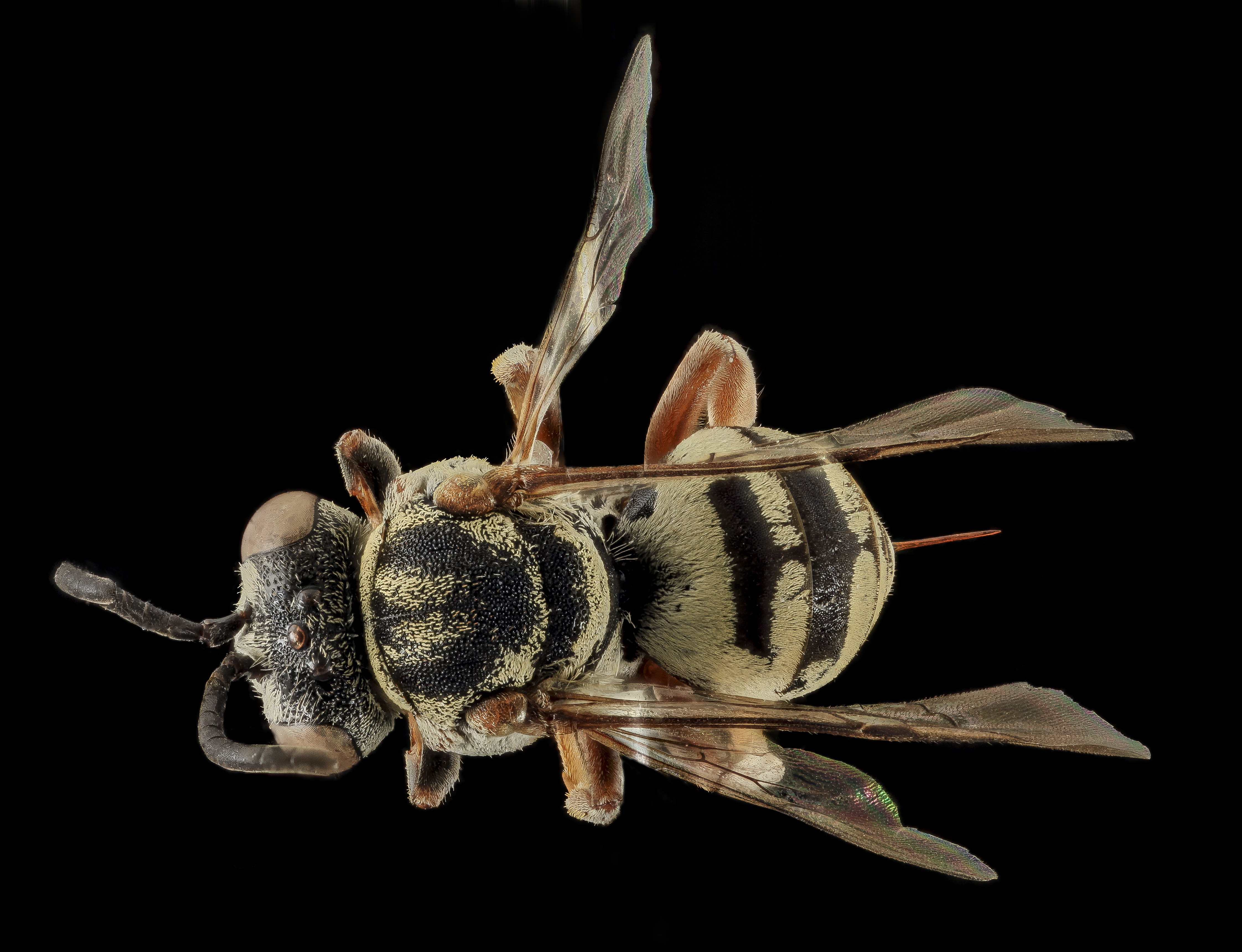
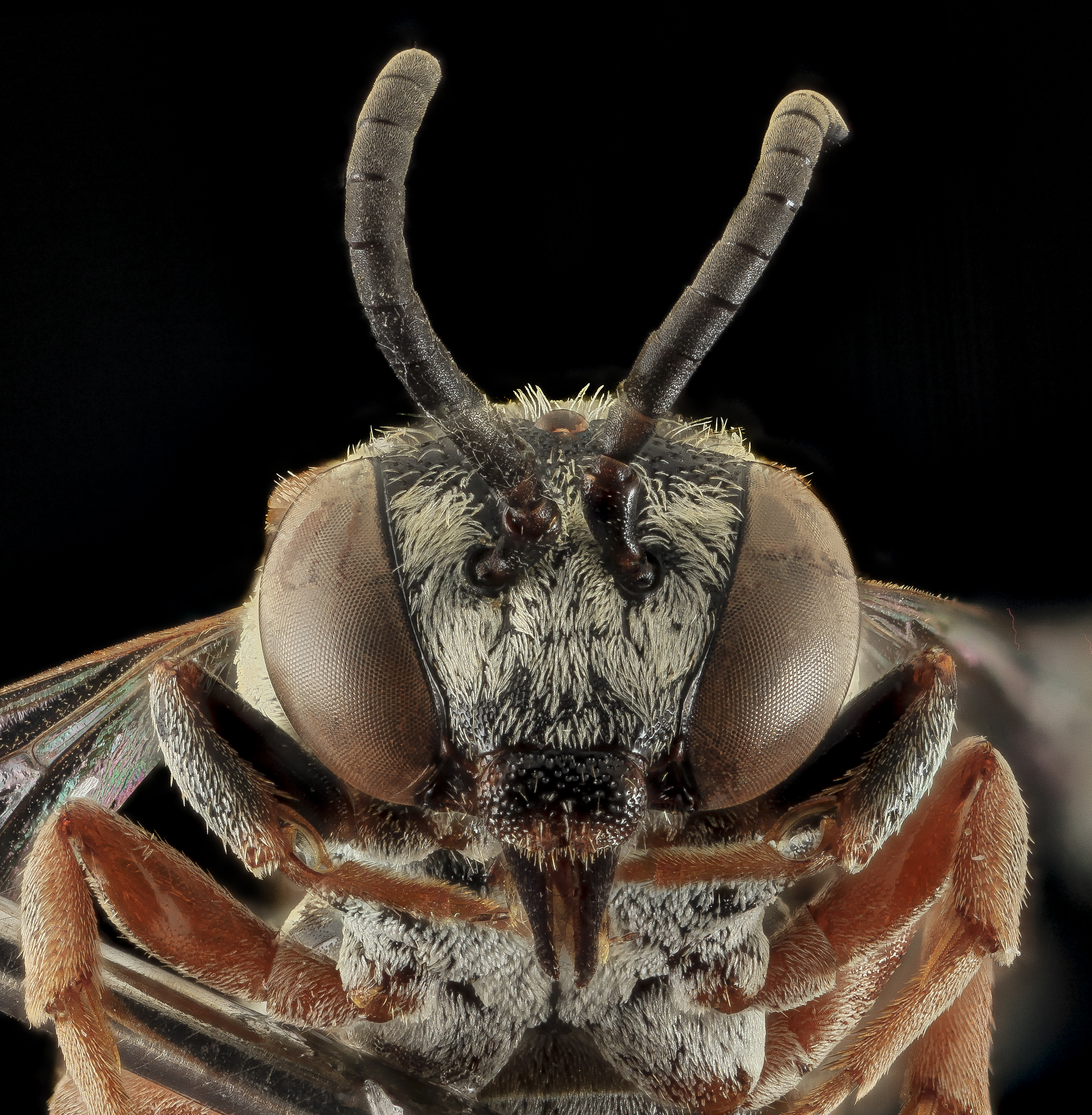